# 樹林彭厝鎮安宮
樹林彭厝鎮安宮
位於台灣新北市樹林區彭福〈彭厝莊〉地區，主要奉祀邢府王爺。民國64年孟秋由信徒集資建廟。

## 簡介
樹林彭厝鎮安宮是全國供奉邢府王爺最大的廟宇，亦是台灣邢府王爺開基的祖廟。每年農曆8月23日為王爺聖誕，皆會舉行廟會活動，更於每三年舉行「登刀梯、下釘梯」大型活動。

## 開基邢府王爺
開基王爺神像至少有300多年歷史，早年鄭成功來台時，張姓人士將邢府王爺及隨侍印童、劍童奉祀來台，據地方耆老口耳相傳，早年係由一位張姓先民自中國大陸將神像金身奉祀來臺，初由地方善信輪祀家中，幾經輾轉，最後落腳樹林彭厝鎮安宮，接受萬民香火膜拜。而新北市政府文化局請專家學者鑑定「邢府王爺」的雕刻風格、型制古樸及鎏金特色，最特殊的是神像與木椅分開雕刻、組合，平時以紅線纏住以免脫離，是清朝先人渡海來台便於攜帶的製法，確認是清朝作品，並登錄為新北市「生活儀禮器物類」一級古物及行政院文化建設委員會｢文化資產｣。「邢府王爺」也是目前北台灣及新北市唯一官方認證的神像古物。

## 外部連結
- （繁體中文）樹林彭厝鎮安宮 （页面存档备份，存于）